# آپتن (نیویورک)
آپتن (به انگلیسی: Upton) یک منطقهٔ مسکونی در ایالات متحده آمریکا است که در شهرستان سافک، نیویورک واقع شده‌است. آپتن ۲۷ متر بالاتر از سطح دریا واقع شده‌است.